# Roland Jacobi
Roland Jacobi (* 9. März 1893 in Banská Bystrica (damals Österreich-Ungarn); † 22. Mai 1951) war ein ungarischer Tischtennisspieler.
Zdenko Uzorinac nennt in ITTF 1926–2001 – Table Tennis legends die Geburtsdaten 1891 in Budapest.

## Werdegang
Jacobi war der erste Weltmeister in der Geschichte des Tischtennis. Den Titel gewann er 1926 in London. Mit der ungarischen Mannschaft wurde er auch 1926, 1928 und 1929 Weltmeister. Dabei konnte er 1926 nicht am Endspiel teilnehmen, weil sein Vater plötzlich starb und er deshalb nach Budapest zurückreiste.
Nach dem Zweiten Weltkrieg fungierte er einige Jahre lang als Präsident des ungarischen Tischtennisverbandes.
Seinen Lebensunterhalt verdiente sich Jacobi als Rechtsanwalt.

## Erfolge
- Weltmeisterschaften
  - 1926 in London: 1. Platz Einzel, 1. Platz Doppel mit Dániel Pécsi, 2. Platz Mixed mit G. Gleeson (England), 1. Platz mit der Herrenmannschaft
  - 1928 in Stockholm: 3. Platz Doppel mit Zoltán Mechlovits, 1. Platz mit der Herrenmannschaft
  - 1929 in Budapest: 1. Platz mit der Herrenmannschaft

- Ungarische Meisterschaften
  - 1909 – 1. Platz Einzel, 1. Platz Doppel mit Frigyes Becske
  - 1910 – 1. Platz Einzel, 1. Platz Doppel mit Zoltán Mechlovits
  - 1911 – 1. Platz Doppel mit Zoltán Mechlovits
  - 1925 – 1. Platz Mixed mit Wollemanné

## Turnierergebnisse
| Verband | Veranstaltung     | Jahr | Ort       | Land | Einzel    | Doppel     | Mixed        | Team |
| ------- | ----------------- | ---- | --------- | ---- | --------- | ---------- | ------------ | ---- |
| HUN     | Weltmeisterschaft | 1929 | Budapest  | HUN  |           |            | keine Teiln. | 1    |
| HUN     | Weltmeisterschaft | 1928 | Stockholm | SWE  | letzte 16 | Halbfinale | keine Teiln. | 1    |
| HUN     | Weltmeisterschaft | 1926 | London    | ENG  | Gold      | Gold       | Silber       | 1    |